# Casque antibruit
Pour les articles homonymes, voir Casque (homonymie).

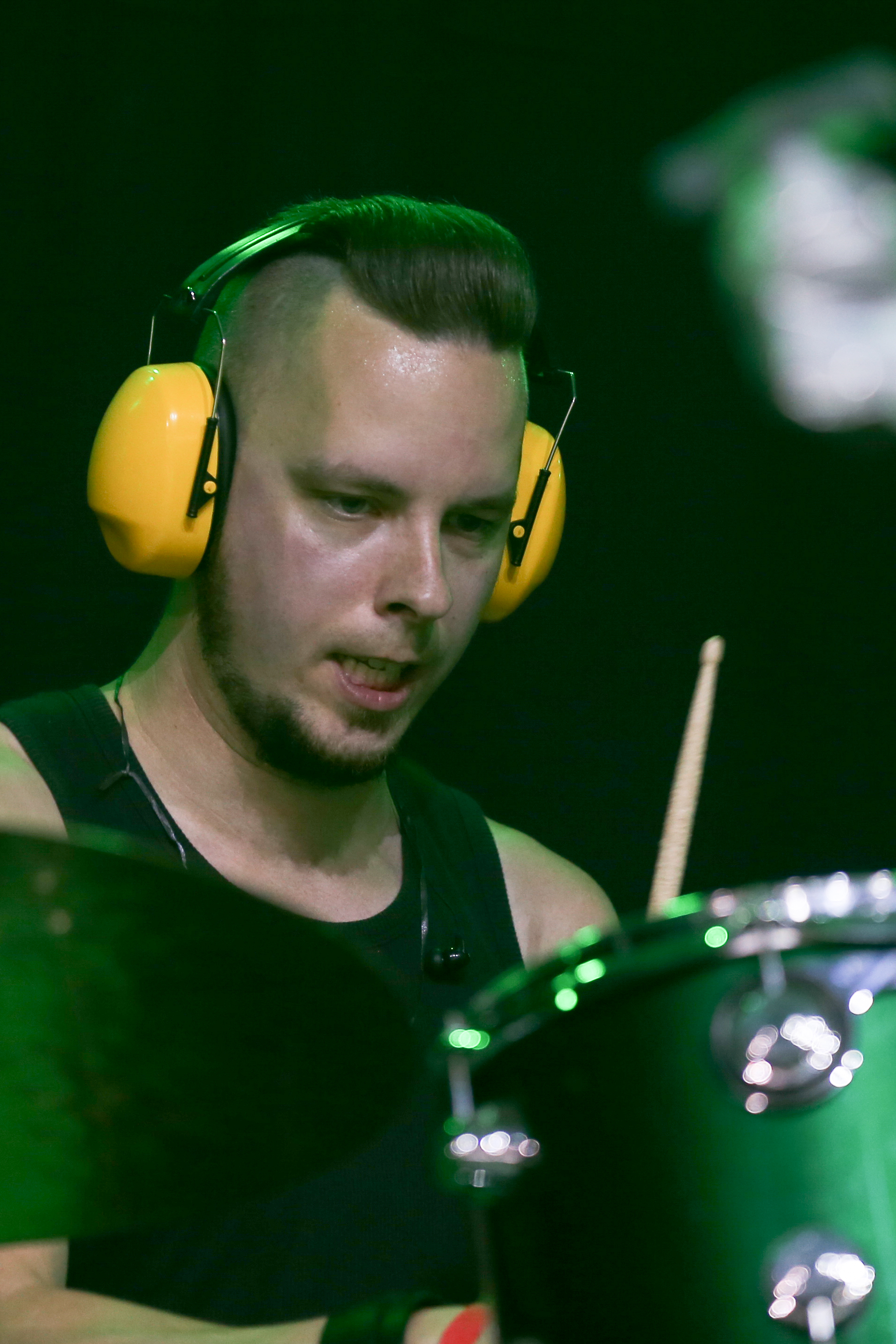
Un batteur muni d'un casque antibruit.

Un casque antibruit permet principalement de réduire le volume du bruit perçu, principalement dans une situation de travail.

## Casque antibruit passif

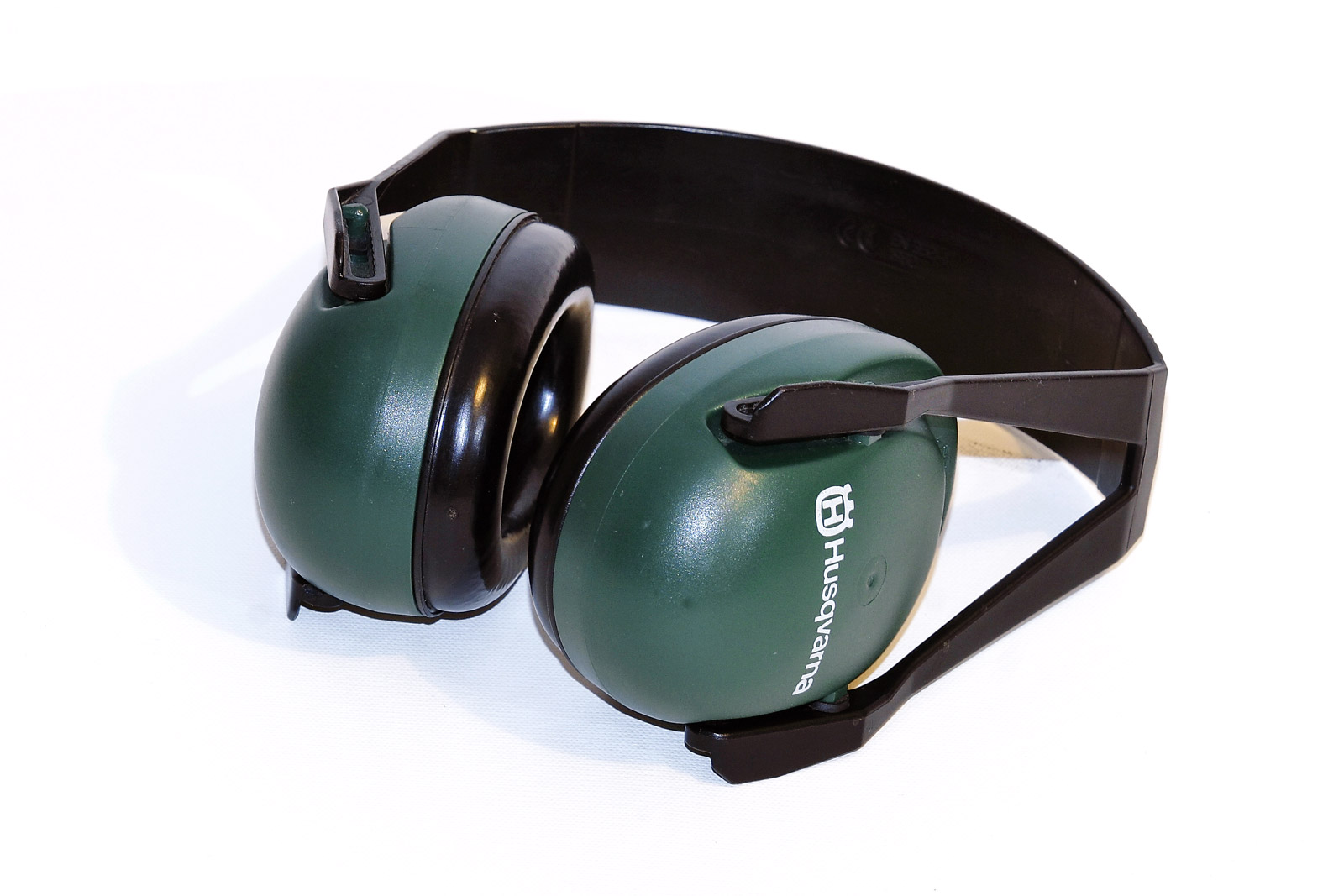
Un casque antibruit passif de marque Husqvarna.

Les casques antibruit passifs sont principalement utilisés dans des situations de travail.
La loi française oblige l'employeur à protéger l'audition de ses employés dans les environnements de travail où le bruit ambiant est supérieur à 85 dB. Les caractéristiques de ces casques ainsi que la mesure de l'atténuation fournie par le casque est normé. Par exemple : EN352-1 : « Protection contre le bruit : Serre-tête », est la norme européenne qui définit les performances et les méthodes d'essai pour les casques de protection en serre-tête. Le niveau d'affaiblissement du bruit est mesuré en conformité avec l'EN24869-1.
L'affaiblissement mesuré est donné en SNR (Single Number Rating). Les casques anti-bruit passifs offrent une atténuation entre 20 dB et jusqu'à 37 dB pour les plus performants.

## Casque antibruit actif
Pour réduire le bruit par le port de casque, la première solution a été d'utiliser les propriétés acoustiques des matériaux fibreux ou poreux tels que la laine de verre et la laine minérale. Malheureusement, ces matériaux ne sont efficaces que contre les aigus, à partir d'environ 600 Hz.
Toutefois, devant l'évolution des filtres analogiques et des systèmes numériques, on a pu mettre à profit l'idée énoncée par Paul Lueg en 1933, un ingénieur allemand qui en a déposé un brevet : il s'agit d'ajouter au bruit exactement le même son, mais en opposition de phase.
Le premier brevet d'invention sur le casque actif est déposé en 1986 par Christian Carme (doctorant au CNRS) et Alain Roure (ingénieur de recherche au CNRS). Un brevet est aussi déposé par le Dr Amar G. Bose en 1986 sur un dispositif similaire mais basé sur un principe de fonctionnement légèrement différent (brevet EP0208389).
Le bruit peut être considéré comme une somme de sons purs, à fréquence fixée. L'air oscille sous l'impulsion de ces ondes sonores, c'est-à-dire que sa pression augmente puis diminue régulièrement. Dans le casque actif, on ajoute au bruit un second signal de telle sorte que la surpression de l'air due au bruit coïncide avec la dépression due au son ajouté : le signal est alors en opposition de phase, et la pression est ramenée à une constante du temps.
Le casque actif doit ainsi comporter un microphone pour capter le bruit, un composant électronique afin d'analyser le bruit, un haut-parleur pour émettre le signal correcteur, en plus du filtre qui traite les données et de son alimentation électrique.

## Efficacité de la protection

Mesure de l'atténuation du bruit (Hearing protection fit-testing).

Les chercheurs ont découvert que l'utilisation d'équipements de protection n'entraînait pas de réduction significative du risque de perte auditive,.
Le SNR mesuré en laboratoire ne donne aucune indication sur l'atténuation du bruit d'un travailleur particulier,. Dans la pratique, une grande partie des travailleurs ont une atténuation du bruit proche de zéro,,.
En dehors du domaine professionnel, des personnes hypersensibles au bruit, autistes notamment, utilisent cet objet dans leur vie quotidienne, car ils ont un trouble faisant qu'ils ne supportent pas les bruits que les "non hypersensibles" peuvent trouver normaux.
Il existe aussi les casques antibruit pour bébés, car une étude a démontré que l'ouïe des plus jeunes était plus sensible. Cette étude a donc recommandé aux parents de mettre un casque antibruit à leurs bébés quand ils vont dans des milieux bruyants.